# Ламарина
Ламарината представлява тънки и плоски листове от метал. Тя е един от основните изходни материали, използвани в металообработването, и може да бъде изрязвана и огъвана в множество различни форми. Съществен брой предмети от ежедневието са произведени чрез обработка на ламарина – от корпуси на самолети и автомобили през покриви на сгради и елементи на обзавеждането до елементи на електрическите трансформатори.
Дебелините на ламарината варират в широки граници, но листовите материали с особено малка дебелина се наричат фолио, а тези с дебелина над 6 mm обикновено се определят като плочи. Ламарината се произвежда във вид на отделни плоски листове или на ивици, навити на рулони. Ламаринените листи се изработват и доставят в рамките на допустими отклонения от техните размери и форма – лист, широка лента, надлъжно разрязана широка лента, или отрязъци, получени от надлъжно разрязана широка лента или лист. Съгласно действащият от 25 септември 2006 европейски стандарт ламаринените листи са плоски продукти за студено формуване или конструкционни стомани с минимална дебелина 0,20 mm и максимална дебелина 6,50 mm.
Широко приложение намират ламарини от различни метали, като стомана, алуминий, месинг, мед, калай, никел, титан. За декоративни цели се използват ламарини от сребро, злато и платина. Широко разпространени са нисковъглеродните или високоякостните стоманени ламаринени листи и ленти с непрекъснато горещонанесено (валцувано) покритие от цинк (Z), сплав цинк-желязо (ZF), сплав цинк-алуминий (ZA), сплав алуминий-цинк (AZ) и сплав алуминий-силиций (AS). Срещат се и горещовалцувани стоманени листи и ленти без покритие, а също така и студеновалцувани стоманени листи и лента без покритие или с електролитно покритие.

## Наименование
Смята се, че думата ламарина е влязла в българския език чрез гръцката λαμαρίνα, която от своя страна идва от венецианската lamarin, умалителна форма на използваната и в книжовния италиански lamiera. Ламарина се използва в сродни значения и в други балкански езици, като сръбски, албански и арумънски.